# Marcus Hook, Pennsylvania
Marcus Hook là một thị trấn thuộc quận Delaware, tiểu bang Pennsylvania, Hoa Kỳ. Năm 2010, dân số của thị trấn này là 2397 người.